# Vanishing on 7th Street
Vanishing on 7th Street è un film del 2010 diretto da Brad Anderson. 
Pellicola statunitense sceneggiaata da Anthony Jaswinski, la cui proiezione ad alcuni festival internazionali è avvenuta a partire dalla fine del 2010, mentre la distribuzione nelle sale è stata effettuata dal 2011. In Italia è uscita il 29 luglio 2011.

## Trama
A Detroit il proiezionista Paul sta leggendo un libro sulla misteriosa scomparsa della colonia di Roanoke quando un black out improvviso ne interrompe l'attività. Munito di una torcia si muove per la sala cinematografica rendendosi conto che chiunque, al suo interno, è scomparso lasciando unicamente i vestiti come traccia della sua presenza.
La stessa sorte tocca a Rosemary, fisioterapista che si trovava alla luce di un accendino al momento del black out, e a Luke, reporter televisivo che stava dormendo alla luce di alcune candele lasciate accese dalla sua fidanzata, anch'essa scomparsa. La corrente elettrica è scomparsa in tutta la città e nessun mezzo elettrico, come le auto, sembra funzionare. Le giornate si accorciano sempre di più, e la notte sembra avere il sopravvento sul giorno, che ormai dura solo poche ore.
Luke, aggirandosi per le strade, capisce in poco tempo che la luce, artificiale o naturale che sia, tiene lontane delle strane ombre che sembrano aggredire e far scomparire all'istante i corpi degli abitanti della città. In un bar, alimentato  da un generatore elettrico a benzina, incontra il piccolo James che attende il ritorno della madre, uscita alla ricerca di corrente elettrica nella chiesa vicina e mai più tornata. Irrompe anche Rosemary, alla ricerca del suo bambino scomparso. I tre si rendono conto della surreale situazione e cercano di sopravvivere alimentando il generatore. Paul, il quale nel frattempo era stato rapito dalle ombre, sembra essere riuscito a liberarsi, dimenticandone il come e viene soccorso dai tre che lo avvistano in strada, sdraiato sotto la pensilina al neon di una fermata di autobus, alimentata da batterie a energia solare.
Raccoltisi nel bar, Paul racconta la storia dei coloni dell'Isola di Roanoke, scomparsi misteriosamente nel 1587 senza lasciare alcuna traccia, se non la scritta CROATOAN incisa in due punti. Luke decide di trovare un'automobile con la quale fuggire ed esce con Rosemary, la quale viene, però, catturata.
Nel frattempo, Paul sparisce di nuovo all'interno del bar lasciando solo i suoi vestiti, e Luke torna nel locale portando con sé James. I due, riparata una vettura grazie al generatore, stanno per fuggire quando, ritrovatisi di fronte alla chiesa dove si era recata la madre di James, vi entrano. I fari della vettura, che illuminavano la navata centrale dell'edificio sacro si spengono e Luke scompare invocando il nome della ex moglie. James viene salvato dalle candele accese della chiesa.
Sorge il sole e il ragazzo incontra la piccola Briana, sopravvissuta alle ombre e munita di torcia tascabile a pannelli solari e di scarpette luminescenti. I due escono in strada e vedono un cavallo della polizia, dotato di led luminosi. Vi salgono e si incamminano alla volta di Chicago, protetti dalla poca luce che li avvolge. Il sole tramonta e le ombre di Luke, Paul e Rosemary si stagliano sul bar dove si erano rifugiati, sussurrando ripetutamente: "Io esisto".